# Most obrotowy w Giżycku
Most obrotowy w Giżycku – most obrotowy nad Kanałem Łuczańskim w Giżycku z końca  XIX wieku, wpisany do rejestru zabytków nieruchomych województwa warmińsko-mazurskiego. Jest to jeden z trzech mostów drogowych przez Kanał Łuczański w mieście.
Jest przeznaczony dla pojazdów o masie całkowitej do 2,5 ton. Most stanowi zabytek techniki.
W sezonie letnim jest jedną z atrakcji turystycznych Giżycka, przyciągającą duże rzesze turystów chcących obejrzeć moment otwierania/zamykania mostu.

## Historia
Most zbudowany został w 1898 roku przez firmę Beuchelt & Co. Grünberg i. Schl. z Zielonej Góry, żeby zapewnić dojazd z miasta do znajdującej się po zachodniej stronie kanału Twierdzy Boyen.
Jest to most obrotowy w ciągu ulicy Stanisława Moniuszki, w którym całe przęsło mostowe obraca się w bok o 90° i ustawia się równolegle do nabrzeża. Otwarcie mostu wstrzymuje ruch kołowy i umożliwia przepływanie jednostek wodnych po kanale.
Most został wysadzony w powietrze przez wycofujące się wojska niemieckie i odbudowany po wojnie.
Oryginalny mechanizm mostu umożliwiał, za pomocą odpowiednich przełożeń, otwieranie mostu ręcznie przez jednego operatora. W latach 1969–1970 został wyposażony w napęd elektryczny. Zbyt szybkie otwieranie mostu spowodowało uszkodzenia konstrukcji i nabrzeża (spowodowane uderzaniem przęsła w przyczółek), więc w 1985 roku unieruchomiony most został zastąpiony tymczasowym mostem saperskim (polowym). W 1993 roku przeprowadzono remont generalny i przywrócono stan pierwotny z ręcznym otwieraniem.

## Operacja otwierania

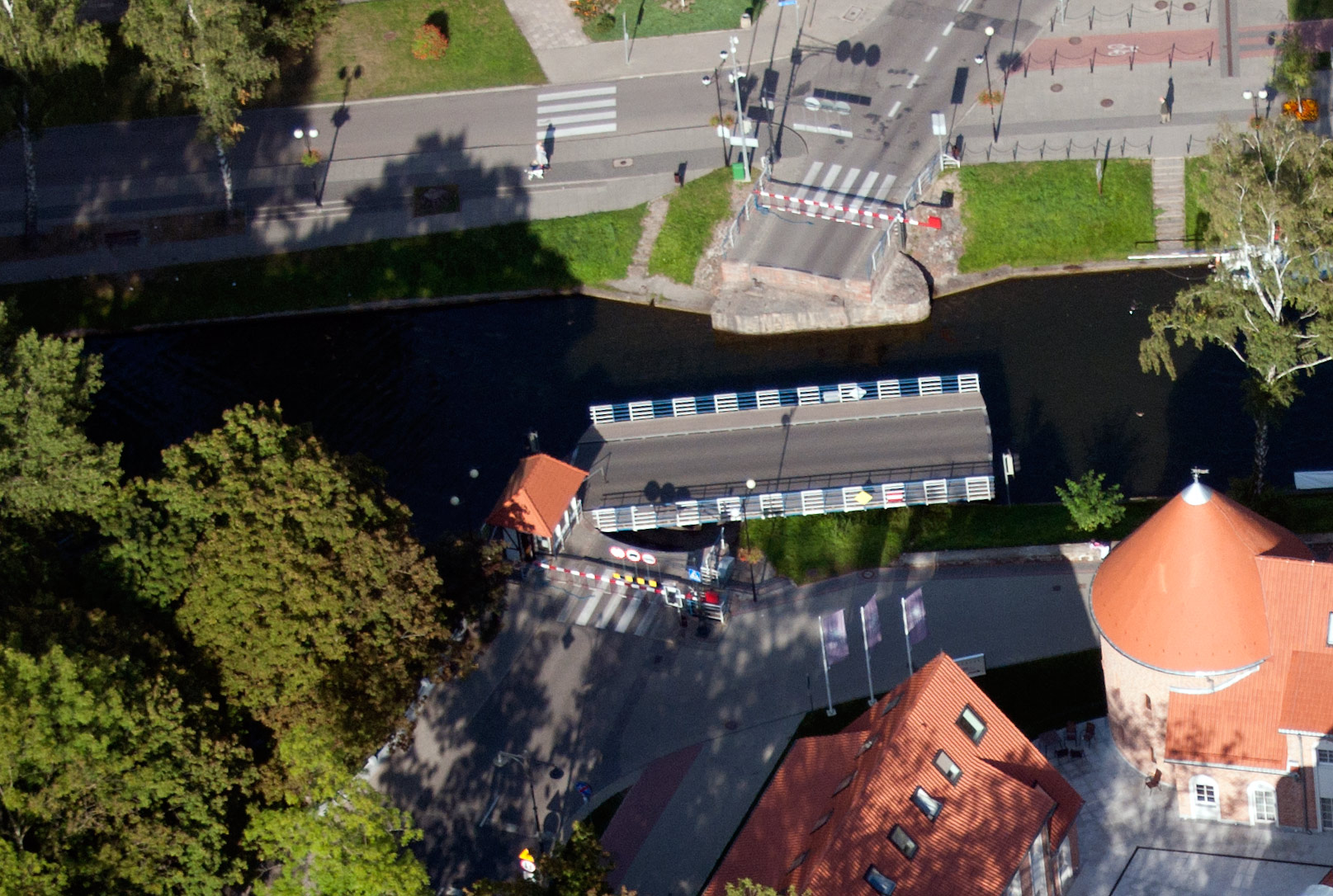
Widok na otwarty most

Obecnie obsługa mostu odbywa się ręcznie, zgodnie z pierwotnym założeniem konstruktorów, tak że ważący 100 ton most obsługuje jedna osoba. Cała operacja otwierania lub zamykania mostu zajmuje jednemu operatorowi około 5 min.
Most otwierany jest (zamykany dla ruchu kołowego) według dziennego rozkładu dostosowanego do rozkładu rejsów statków Żeglugi Mazurskiej. Od 1 listopada do 31 marca most jest zamknięty dla ruchu wodnego.
U operatora przeprawy można uzyskać odcisk pamiątkowej pieczęci jako potwierdzenie obecności na moście obrotowym w Giżycku.